# Olympische Sommerspiele 2012/Fußball
Bei den Olympischen Spielen 2012 in London wurden vom 25. Juli bis 11. August zwei Wettbewerbe im Fußball ausgetragen.
Am Turnier der Frauen nahmen zwölf Mannschaften teil, bei den Männern waren es 16 Mannschaften. Ausgetragen wurden die Spiele nicht nur in London, sondern in verschiedenen Stadien Großbritanniens. Das Turnier wurde für Frauen und Männer parallel ausgetragen.
Sieger bei den Männern wurde mit Mexiko, das erstmals eine Medaille gewann, auch erstmals ein Mitglied der CONCACAF. Da zudem die Vereinigten Staaten bei den Frauen ihren Titel verteidigten, wurden erstmals bei Männern und Frauen zwei Mitglieder einer Konföderation Olympiasieger.
Wie seit dem Turnier 1996 in Atlanta wurden bei den Männern nur U-23-Mannschaften zugelassen, die mit maximal drei älteren Athleten verstärkt werden durften. Diese Einschränkung gab es bei den Frauen nicht. Die FIFA richtete dieses Mal für die Dauer des olympischen Turniers einen Abstellungszeitraum ein, damit es nicht wieder zum Streit zwischen Vereinen und FIFA um die Abstellungspflicht der Spieler kommt. Positiv für die Vereine war auch, dass das olympische Turnier dieses Mal noch vor Beginn der meisten europäischen Ligen endete.
Es wurden 616 Spieler für die beiden Turniere gemeldet; zwölf Mannschaften bei den Frauen und 16 bei den Männern mit jeweils 18 Spielern. Zudem konnte jede Mannschaft vier Spieler benennen, die bei Verletzungen eingesetzt werden konnten. Hiervon machten Brasilien, Gabun, die Vereinigten Arabischen Emirate und Belarus bei den Männern sowie Kanada und Nordkorea bei den Frauen Gebrauch.
Die über 1,5 Millionen Zuschauer bei den 32 Spielen der Männer bedeuten Rekord bei einem olympischen Fußballturnier.

## Spielorte
Die Spiele wurden in sechs verschiedenen Stadien in Großbritannien ausgetragen. Die beiden großen Finale fanden in London im Wembley-Stadion statt, das kleine Finale der Frauen in Coventry, das der Männer in Cardiff. Das Wembley-Stadion war mit einer Kapazität für 90.000 Zuschauern das größte Stadion beim Turnier.
Auch bei diesen Turnieren wurde, wie schon 1984, 1992 und 1996 kein Spiel im eigentlichen Olympiastadion in London ausgetragen.
| London |

| Manchester |

| Cardiff |

| Newcastle |

| Glasgow |

| Coventry |

| London |

| Manchester |

| Cardiff |

| Newcastle |

| Glasgow |

| Coventry |

## Modus der Endrunden
In den Gruppen wurde die Rangfolge nach folgenden Kriterien ermittelt:
1. Anzahl der Punkte aus allen Gruppenspielen;
2. Tordifferenz aus allen drei Spielen;
3. Anzahl der erzielten Tore;
4. Anzahl Punkte aus den Direktbegegnungen der punkt- und torgleichen Teams;
5. Tordifferenz in den Direktbegegnungen der punkt- und torgleichen Teams;
6. Anzahl der in den Direktbegegnungen der punkt- und torgleichen Teams erzielten Tore;
7. Losentscheid durch die FIFA-Organisationskommission.

Beim Frauenturnier qualifizierten sich auch die beiden besten Gruppendritten. Deren Reihenfolge wurde durch die Kriterien 1, 2, 3 und 7 ermittelt, wobei das 3. und 7. Kriterium nicht zur Anwendung kamen.
Ab dem Viertelfinale folgte bei unentschiedenem Spielstand zunächst eine Verlängerung von zweimal 15 Minuten, bestand danach immer noch Gleichstand, entschied ein Elfmeterschießen.

## Männerturnier

### Qualifikation
Die drei Startplätze des asiatischen Verbandes AFC wurden in verschiedenen Qualifikationsrunden von 2011 bis 2012 ausgespielt. Zwischen dem 23. Februar und dem 9. März 2011 qualifizierten sich in einer Vorqualifikation elf Mannschaften, die zusammen mit 13 gesetzten Mannschaften zwischen dem 19. und 23. Juni 2011 in Ausscheidungsspielen die zwölf Teilnehmer der letzten Qualifikationsrunde ermittelten. Diese zwölf Mannschaften spielten zwischen September 2011 und März 2012 in drei Gruppen mit je vier Mannschaften die drei Startplätze für das olympische Turnier aus. Die Gruppensieger waren direkt qualifiziert. Als erste asiatische Mannschaft konnte sich Südkorea am 22. Februar 2012 qualifizieren. Am 14. März konnten sich zudem Japan und erstmals die Vereinigten Arabischen Emirate qualifizieren. Die Zweitplatzierten Oman, Syrien und Usbekistan spielten vom 25. bis 29. März 2012 im Rahmen eines Turniers „Jeder gegen Jeden“. Der Gewinner Oman bestritt dann am 23. April im Stadion von Coventry das Playoff-Spiel gegen den Senegal, konnte sich aber nicht durchsetzen.
Für den afrikanischen Verband CAF spielten 16 Mannschaften in verschiedenen Gruppen 2012 die drei Teilnehmer am olympischen Turnier aus. Die Gruppenzweiten spielten den Teilnehmer aus, der das Play-off-Duell gegen den asiatischen Vertreter bestreiten durfte. Ägypten, Gabun und Marokko konnten sich direkt qualifizieren, der Senegal spielte am 23. April gegen den Oman um den letzten Startplatz und konnte sich erstmals qualifizieren. Auch für Gabun war es die erste Teilnahme am olympischen Fußballturnier.
Aus dem nord- und zentralamerikanischen Verband CONCACAF qualifizierten sich zwei Mannschaften. Das Qualifikationsturnier mit acht Mannschaften fand vom 22. März bis 2. April 2012 in den USA statt. Neben den vorqualifizierten Mannschaften aus den Vereinigten Staaten, Kanada und Mexiko nahmen an diesem Turnier Kuba und Trinidad & Tobago aus der Karibik sowie El Salvador, Honduras und Panama aus Zentralamerika teil. Mexiko und Honduras konnten sich qualifizieren.
Das Qualifikationsturnier der UEFA war die U-21-Fußball-Europameisterschaft vom 11. bis 25. Juni 2011 in Dänemark. Die besten drei Mannschaften qualifizierten sich für das olympische Turnier. Da England nicht das Halbfinale erreichte, waren nur Spanien und die Schweiz als Finalisten direkt qualifiziert. Die unterlegenen Halbfinalisten Tschechien und Belarus spielten – in einem eigens für die Olympiaqualifikation angesetzten Spiel um Platz drei – den letzten europäischen Olympiastartplatz gegeneinander aus. Zunächst war ein Spiel um Platz drei nicht vorgesehen. In diesem Spiel qualifizierte sich erstmals die belarussische Mannschaft für das olympische Turnier.
Großbritannien war als Gastgeber automatisch qualifiziert und nahm erstmals seit 1960 wieder am olympischen Fußballturnier der Männer bzw. erstmals überhaupt am Turnier der Frauen teil. Unklar war zunächst noch, ob es gesamtbritische Mannschaften geben würde. England hoffte auf eine gemeinsame Teilnahme mit Schottland, Wales und Nordirland, allerdings waren die anderen Verbände eher abgeneigt, da sie um ihre Eigenständigkeit fürchten. Die vier britischen Fußballverbände einigten sich schließlich darauf, dass die englische Football Association (FA) für die Zusammenstellung der Mannschaften verantwortlich sein sollte und diese als „Team GB“, da automatisch qualifiziert, das Gastgeberland (im Namen des Olympischen Komitees von Großbritannien und Nordirland) vertraten.
Der eine Startplatz des ozeanischen Verbandes OFC wurde vom 16. bis 25. März 2012 bei einem Turnier in Taupō (Neuseeland) ermittelt. An dem Turnier nahmen die U-23-Mannschaften von Amerikanisch-Samoa, Fidschi, Salomonen und Vanuatu (Gruppe A), sowie Neuseeland, Papua-Neuguinea und Tonga (Gruppe B) teil. Neuseeland konnte sich im Finale gegen Fidschi mit 1:0 durchsetzen und nahm zum zweiten Mal am Fußballturnier der Olympischen Spiele teil.
Bei der U-20-Fußball-Südamerikameisterschaft vom 16. Januar bis 12. Februar 2011 in Peru wurden die zwei Startplätze des südamerikanischen Verbandes CONMEBOL ausgespielt. In der Finalrunde setzten sich die uruguayische und brasilianische U-20-Nationalmannschaft durch und qualifizierten sich als erste Männer-Mannschaften für das olympische Turnier. Für Uruguay war es die erste Teilnahme seit 1928 als die A-Nationalmannschaft Olympiasieger wurde.
Für das olympische Fußballturnier konnten sich schließlich folgende Mannschaften qualifizieren:
| 4 aus Europa                  | Großbritannien (Gastgeber) | Spanien  | Schweiz    | Belarus |
| 2 aus Südamerika              | Brasilien                  | Uruguay  |            |         |
| 2 aus Nord- und Mittelamerika | Honduras                   | Mexiko   |            |         |
| 4 aus Afrika                  | Marokko                    | Gabun    | Ägypten    | Senegal |
| 3 aus Asien                   | Japan                      | Südkorea | VA Emirate |         |
| 1 aus Ozeanien                | Neuseeland                 |          |            |         |

### Gruppenphase
Die Auslosung der Gruppen fand am 24. April 2012 statt. Die qualifizierten Mannschaften wurden auf je vier Lostöpfe verteilt. Zudem wurden einige Mannschaften als Gruppenkopf der Gruppen A bis D gesetzt.
Lostöpfe des Männerturniers:
Topf 1: Großbritannien (A1), Belarus, Spanien (D1) und Schweiz
Topf 2: Brasilien (C1), Uruguay, Mexiko (B1) und Honduras
Topf 3: Japan, Südkorea, VAE und Neuseeland
Topf 4: Ägypten, Gabun, Marokko, Senegal
Die Spiele des Männerturniers begannen einen Tag vor der eigentlichen Eröffnung der Olympischen Spiele. Mit Ausnahme der ersten beiden Spiele der Gruppe C wurden die ersten beiden Spieltage jeder Gruppe als Doppelveranstaltungen durchgeführt. Der dritte Spieltag fand jeweils parallel in verschiedenen Stadien statt, wobei auch teilweise Doppelveranstaltungen von Spielen verschiedener Gruppen durchgeführt wurden.

#### Gruppe A
|                                          |   |            |           |
| 26. Juli 2012 um 17:00 Uhr in Manchester |   |            |           |
| VA Emirate                               | – | Uruguay    | 1:2 (1:1) |
| 26. Juli 2012 um 20:00 Uhr in Manchester |   |            |           |
| Großbritannien                           | – | Senegal    | 1:1 (1:0) |
| 29. Juli 2012 um 17:00 Uhr in London     |   |            |           |
| Senegal                                  | – | Uruguay    | 2:0 (2:0) |
| 29. Juli 2012 um 19:45 Uhr in London     |   |            |           |
| Großbritannien                           | – | VA Emirate | 3:1 (1:0) |
| 1. August 2012 um 19:45 Uhr in Coventry  |   |            |           |
| Senegal                                  | – | VA Emirate | 1:1 (0:1) |
| 1. August 2012 um 19:45 Uhr in Cardiff   |   |            |           |
| Großbritannien                           | – | Uruguay    | 1:0 (0:0) |

| Pl. | Land           | Sp. | S | U | N | Tore    | Diff. | Punkte |
| --- | -------------- | --- | - | - | - | ------- | ----- | ------ |
| 1.  | Großbritannien | 3   | 2 | 1 | 0 | 005:200 | +3    | 07     |
| 2.  | Senegal        | 3   | 1 | 2 | 0 | 004:200 | +2    | 05     |
| 3.  | Uruguay        | 3   | 1 | 0 | 2 | 002:400 | −2    | 03     |
| 4.  | VA Emirate     | 3   | 0 | 1 | 2 | 003:600 | −3    | 01     |

#### Gruppe B
|                                         |   |          |           |
| 26. Juli 2012 um 14:30 Uhr in Newcastle |   |          |           |
| Mexiko                                  | – | Südkorea | 0:0       |
| 26. Juli 2012 um 17:15 Uhr in Newcastle |   |          |           |
| Gabun                                   | – | Schweiz  | 1:1 (1:1) |
| 29. Juli 2012 um 14:30 Uhr in Coventry  |   |          |           |
| Mexiko                                  | – | Gabun    | 2:0 (0:0) |
| 29. Juli 2012 um 17:15 Uhr in Coventry  |   |          |           |
| Südkorea                                | – | Schweiz  | 2:1 (0:0) |
| 1. August 2012 um 17:00 Uhr in Cardiff  |   |          |           |
| Mexiko                                  | – | Schweiz  | 1:0 (0:0) |
| 1. August 2012 um 17:00 Uhr in London   |   |          |           |
| Südkorea                                | – | Gabun    | 0:0       |

| Pl. | Land     | Sp. | S | U | N | Tore    | Diff. | Punkte |
| --- | -------- | --- | - | - | - | ------- | ----- | ------ |
| 1.  | Mexiko   | 3   | 2 | 1 | 0 | 003:000 | +3    | 07     |
| 2.  | Südkorea | 3   | 1 | 2 | 0 | 002:100 | +1    | 05     |
| 3.  | Gabun    | 3   | 0 | 2 | 1 | 001:300 | −2    | 02     |
| 4.  | Schweiz  | 3   | 0 | 1 | 2 | 002:400 | −2    | 01     |

#### Gruppe C
|                                          |   |            |           |
| 26. Juli 2012 um 19:45 Uhr in Cardiff    |   |            |           |
| Brasilien                                | – | Ägypten    | 3:2 (3:0) |
| 26. Juli 2012 um 19:45 Uhr in Coventry   |   |            |           |
| Belarus                                  | – | Neuseeland | 1:0 (1:0) |
| 29. Juli 2012 um 12:00 Uhr in Manchester |   |            |           |
| Ägypten                                  | – | Neuseeland | 1:1 (1:1) |
| 29. Juli 2012 um 15:00 Uhr in Manchester |   |            |           |
| Brasilien                                | – | Belarus    | 3:1 (1:1) |
| 1. August 2012 um 14:30 Uhr in Newcastle |   |            |           |
| Brasilien                                | – | Neuseeland | 3:0 (2:0) |
| 1. August 2012 um 14:30 Uhr in Glasgow   |   |            |           |
| Ägypten                                  | – | Belarus    | 3:1 (0:0) |

| Pl. | Land       | Sp. | S | U | N | Tore    | Diff. | Punkte |
| --- | ---------- | --- | - | - | - | ------- | ----- | ------ |
| 1.  | Brasilien  | 3   | 3 | 0 | 0 | 009:300 | +6    | 09     |
| 2.  | Ägypten    | 3   | 1 | 1 | 1 | 006:500 | +1    | 04     |
| 3.  | Belarus    | 3   | 1 | 0 | 2 | 003:600 | −3    | 03     |
| 4.  | Neuseeland | 3   | 0 | 1 | 2 | 001:500 | −4    | 01     |

#### Gruppe D
|                                           |   |          |           |
| 26. Juli 2012 um 12:00 Uhr in Glasgow     |   |          |           |
| Honduras                                  | – | Marokko  | 2:2 (0:1) |
| 26. Juli 2012 um 14:45 Uhr in Glasgow     |   |          |           |
| Spanien                                   | – | Japan    | 0:1 (0:1) |
| 29. Juli 2012 um 17:00 Uhr in Newcastle   |   |          |           |
| Japan                                     | – | Marokko  | 1:0 (0:0) |
| 29. Juli 2012 um 19:45 Uhr in Newcastle   |   |          |           |
| Spanien                                   | – | Honduras | 0:1 (0:1) |
| 1. August 2012 um 17:00 Uhr in Coventry   |   |          |           |
| Japan                                     | – | Honduras | 0:0       |
| 1. August 2012 um 17:00 Uhr in Manchester |   |          |           |
| Spanien                                   | – | Marokko  | 0:0       |

| Pl. | Land     | Sp. | S | U | N | Tore    | Diff. | Punkte |
| --- | -------- | --- | - | - | - | ------- | ----- | ------ |
| 1.  | Japan    | 3   | 2 | 1 | 0 | 002:000 | +2    | 07     |
| 2.  | Honduras | 3   | 1 | 2 | 0 | 003:200 | +1    | 05     |
| 3.  | Marokko  | 3   | 0 | 2 | 1 | 002:300 | −1    | 02     |
| 4.  | Spanien  | 3   | 0 | 1 | 2 | 000:200 | −2    | 01     |

### Viertelfinale
|                                           |   |          |                                 |
| 4. August 2012 um 12:00 Uhr in Manchester |   |          |                                 |
| Japan                                     | – | Ägypten  | 3:0 (1:0)                       |
| 4. August 2012 um 14:30 Uhr in London     |   |          |                                 |
| Mexiko                                    | – | Senegal  | 4:2 n. V. (2:2, 1:0)            |
| 4. August 2012 um 17:00 Uhr in Newcastle  |   |          |                                 |
| Brasilien                                 | – | Honduras | 3:2 (1:1)                       |
| 4. August 2012 um 19:30 Uhr in Cardiff    |   |          |                                 |
| Großbritannien                            | – | Südkorea | 1:1 n. V. (1:1, 1:1), 4:5 i. E. |

### Halbfinale
|                                           |   |           |           |
| 7. August 2012 um 17:00 Uhr in London     |   |           |           |
| Mexiko                                    | – | Japan     | 3:1 (1:1) |
| 7. August 2012 um 19:45 Uhr in Manchester |   |           |           |
| Südkorea                                  | – | Brasilien | 0:3 (0:0) |

### Spiel um Bronze
|                                         |   |       |           |
| 10. August 2012 um 19:45 Uhr in Cardiff |   |       |           |
| Südkorea                                | – | Japan | 2:0 (1:0) |

### Finale
| Brasilien                                                                  | Brasilien | Mexiko | Mexiko |
| -------------------------------------------------------------------------- | --- | --- | ------ |
| Brasilien                                                                  | \| 11. August 2012 um 15:00 Uhr (16:00 Uhr MESZ) in London, (Wembley-Stadion) \| \| Ergebnis: 1:2 (0:1) \| \| Zuschauer: 86.162 \| \| Schiedsrichter: Mark Clattenburg ( Vereinigtes Königreich) \| | \| 11. August 2012 um 15:00 Uhr (16:00 Uhr MESZ) in London, (Wembley-Stadion) \| \| Ergebnis: 1:2 (0:1) \| \| Zuschauer: 86.162 \| \| Schiedsrichter: Mark Clattenburg ( Vereinigtes Königreich) \|                                                           | Mexiko |
| Brasilien                                                                  | Gabriel – Rafael (85. Lucas), Thiago Silva , Juan Jesus, Alex Sandro – Marcelo, Rômulo, Oscar, (32. Hulk), Sandro (71. Alexandre Pato) – Neymar, Leandro Damião Cheftrainer: Mano Menezes           | Jesús Corona – Israel Jiménez (81. Néstor Vidrio), Carlos Salcido, Hiram Mier, Dárvin Chávez – Héctor Herrera, Javier Aquino (57. Miguel Ponce), Diego Reyes, Jorge Enríquez – Marco Fabián, Oribe Peralta (86. Raúl Jiménez) Cheftrainer: Luis Fernando Tena | Mexiko |
| Brasilien                                                                  | 1:2 Hulk (90.+1') | 0:1 Oribe Peralta (1.) 0:2 Oribe Peralta (75.) | Mexiko |
| Brasilien                                                                  | Marcelo (42.) | Diego Reyes (46.), Israel Jiménez (58.), Néstor Vidrio (89.) | Mexiko |
| 11. August 2012 um 15:00 Uhr (16:00 Uhr MESZ) in London, (Wembley-Stadion) | | |        |
| Ergebnis: 1:2 (0:1)                                                        | | |        |
| Zuschauer: 86.162                                                          | | |        |
| Schiedsrichter: Mark Clattenburg ( Vereinigtes Königreich)                 | | |        |

### Medaillenränge
| Rang             | Medaillengewinner |
| ---------------- | --- |
| Gold Mexiko      | Javier Aquino, Néstor Araujo, Dárvin Chávez, Jesús Corona (TW) , Javier Cortés, Jorge Enríquez, Héctor Herrera, Israel Jiménez, Raúl Jiménez, Hiram Mier, Marco Fabián, Oribe Peralta, Miguel Ángel Ponce, Diego Antonio Reyes, José Rodríguez (TW), Carlos Salcido, Giovani dos Santos, Néstor Vidrio Trainer: Luis Fernando Tena |
| Silber Brasilien | Leandro Damião, Danilo, Gabriel (TW), Ganso, Hulk, Juan Jesus, Lucas Moura, Marcelo, Neto (TW), Neymar, Oscar, Alexandre Pato, Rafael, Rômulo, Alex Sandro, Sandro, Thiago Silva , Bruno Uvini Trainer: Mano Menezes |
| Bronze Südkorea  | Baek Sung-dong, Hwang Seok-ho, Ji Dong-won, Jung Sung-ryong (TW), Jung Woo-young, Ki Sung-yong, Kim Bo-kyung, Kim Chang-soo, Kim Hyun-sung, Kim Kee-hee, Kim Young-gwon, Koo Ja-cheol , Lee Bum-young (TW), Nam Tae-hee, Oh Jae-suk, Park Jong-woo, Park Chu-young, Yun Suk-young Trainer: Hong Myung-bo                           |

Kursiv: Nicht eingesetzt.

### Schiedsrichter
| Kontinentalverband | Schiedsrichter        | Schiedsrichterassistenten                      |
| ------------------ | --------------------- | ---------------------------------------------- |
| AFC                | Ben Williams          | - Matthew Cream - Hakan Anaz                   |
| AFC                | Yūichi Nishimura      | - Toru Sagara - Toshiyuki Nagi                 |
| AFC                | Ravshan Ermatov       | - Abduhamidullo Rasulov - Bachadyr Kotschkarow |
| CAF                | Bakary Gassama        | - Jason Damoo - Angesom Ogbamariam             |
| CAF                | Slim Jedidi           | - Bechir Hassani - Sherif Hassan               |
| CONCACAF           | Roberto García Orozco | - José Luis Camargo - Alberto Morín            |
| CONCACAF           | Mark Geiger           | - Mark Hurd - Joe Fletcher                     |
| CONMEBOL           | Raúl Orosco           | - Efraín Castro - Arol Valda                   |
| CONMEBOL           | Wilmar Roldán         | - Humberto Clavijo - Eduardo Díaz              |
| CONMEBOL           | Juan Soto             | - Jorge Urrego - Carlos López                  |
| OFC                | Peter O’Leary         | - Jan-Hendrik Hintz - Ravinesh Kumar           |
| UEFA               | Felix Brych           | - Stefan Lupp - Mark Borsch                    |
| UEFA               | Mark Clattenburg      | - Stephen Child - Simon Beck                   |
| UEFA               | Gianluca Rocchi       | - Elenito Di Liberatore - Gianluca Cariolato   |
| UEFA               | Svein Oddvar Moen     | - Kim Haglund - Frank Andas                    |
| UEFA               | Pavel Královec        | - Martin Wilczek - Antonín Kordula             |

### Torschützenliste
| Rang | Spieler             | Tore |
| ---- | ------------------- | ---- |
| 1    | Leandro Damião      | 6    |
| 2    | Moussa Konaté       | 5    |
| 3    | Oribe Peralta       | 4    |
| 4    | Giovani dos Santos  | 3    |
|      | Neymar              | 3    |
|      | Mohamed Salah Ghaly | 3    |
|      | Jerry Bengtson      | 3    |
|      | Yūki Ōtsu           | 3    |
| 9    | Mohamed Abo Treka   | 2    |
|      | Park Chu-young      | 2    |
|      | Ismail Matar        | 2    |
|      | Daniel Sturridge    | 2    |
|      | Kensuke Nagai       | 2    |
| 14   | Oscar               | 1    |
|      | Rashed Eisa         | 1    |
|      | Renan Bressan       | 1    |
|      | Róger Espinoza      | 1    |
|      | Abdelaziz Barrada   | 1    |
|      | Dsmitry Baga        | 1    |
|      | Zakaria Labyad      | 1    |
|      | Hulk                | 1    |
|      | Craig Bellamy       | 1    |
|      | Jorge Enríquez      | 1    |
|      | Koo Ja-cheol        | 1    |
|      | Javier Cortés       | 1    |

| Rang | Spieler                   | Tore |
| ---- | ------------------------- | ---- |
| 14   | Andrej Warankou           | 1    |
|      | Marwan Mohsen             | 1    |
|      | Alexandre Pato            | 1    |
|      | Nicolás Lodeiro           | 1    |
|      | Danilo                    | 1    |
|      | Ibrahima Baldé            | 1    |
|      | Ryan Giggs                | 1    |
|      | Scott Sinclair            | 1    |
|      | Héctor Herrera            | 1    |
|      | Gastón Ramírez            | 1    |
|      | Innocent Emeghara         | 1    |
|      | Chris Wood                | 1    |
|      | Pierre-Emerick Aubameyang | 1    |
|      | Admir Mehmedi             | 1    |
|      | Ji Dong-won               | 1    |
|      | Aaron Ramsey              | 1    |
|      | Mario Martínez            | 1    |
|      | Kim Bo-kyung              | 1    |
|      | Sandro                    | 1    |
|      | Rômulo                    | 1    |
|      | Javier Aquino             | 1    |
|      | Marco Fabián              | 1    |
|      | Rafael                    | 1    |
|      | Maya Yoshida              | 1    |

Anmerkung: Sortierung bei gleicher Torzahl gemäß Anzahl Torvorlagen, bzw. gespielter Zeit.

### Trivia
- Da für das britische Team die britische Hymne God Save the Queen gespielt wurde, die auch bei den Spielen der englischen Nationalmannschaft gespielt wird, bat der Waliser Ryan Giggs vor dem letzten Vorrundenspiel gegen Uruguay in Cardiff (Wales) die Fans, ein Pfeifkonzert während der Hymne zu unterlassen.[17]
- Das 0:2 gegen den Senegal war die erste Niederlage für Uruguay bei einem olympischen Fußballturnier. Für den Senegal, der erstmals teilnahm, war es der erste Sieg.
- Ryan Giggs wurde mit seinem Tor zum 1:0 im Spiel gegen die Vereinigten Arabischen Emirate mit 38 Jahren und 243 Tagen zum ältesten Torschützen der Turniergeschichte. Zuvor hielt den Rekord der 37-jährige Ägypter Hussein Hegazi, der am 29. Mai 1924 beim 3:0 gegen Ungarn ein Tor erzielt hatte.[18][19]
- Giovani dos Santos ist der erste Einwechselspieler, dem zwei Tore nach der Einwechslung gelangen.[18]
- Der Schweizer Michel Morganella wurde nach dem Spiel gegen Südkorea von der Schweizer Delegation ausgeschlossen, da er per Twitter Spieler aus Südkorea beleidigt hatte.[20]
- Erstmals stand keine europäische Mannschaft im Halbfinale, dafür jedoch zwei asiatische Mannschaften.
- Japan ist das dritte Land nach Brasilien (1996 und 2008) und den USA (2000), das im gleichen Jahr sowohl die Frauen- als auch die Männermannschaft ins Halbfinale brachte.
- Mexiko hat als erste mittelamerikanische Mannschaft das Finale erreicht und die Goldmedaille gewonnen.
- Erstmals standen zwei asiatische Mannschaften im kleinen Finale um Platz 3.
- Mit Mexiko und Südkorea stellte die Gruppe B zwei Medaillengewinner.
- Das schnellste Tor erzielte Oribe Peralta in der 29. Sekunde des Finales zum 1:0 für Mexiko. Es ist zudem das schnellste Tor in einem von der FIFA organisierten Finalspiel.[21]

## Frauenturnier

### Qualifikation
Die dem asiatischen Verband AFC zustehenden zwei Startplätze wurden in einem Rundenturnier zwischen den sechs Mannschaften Australien, China, Japan, Südkorea, Nordkorea und Thailand vom 1. bis 11. September 2011 in China ausgespielt. Dabei konnten sich Japan und Nordkorea durchsetzen. Dieser Hauptrunde vorhergegangen waren zwei Vorqualifikationsrunden, die im März bzw. Juni 2011 ausgetragen wurden. Für die zweite Vorqualifikationsrunde, die in Jordanien ausgetragen wurde, hatten sich aus der ersten Runde Iran, Jordanien, Usbekistan, Vietnam und Thailand qualifiziert. Beim Qualifikationsturnier setzte sich Thailand mit drei Siegen – davon einer am grünen Tisch nach der Disqualifikation der iranischen Mannschaft – und einem Remis durch.
Die zwei Startplätze des afrikanischen Verbandes CAF wurden in insgesamt vier Qualifikationsrunden ausgespielt. In den entscheidenden Play-off-Spielen standen sich Nigeria und Kamerun sowie Südafrika und Äthiopien gegenüber. Die Hinspiele fanden am 27. August 2011 statt, die Rückspiele am 11. September (zwischen Äthiopien und Südafrika) bzw. 22. Oktober 2011 (zwischen Kamerun und Nigeria) statt. Südafrika und Kamerun konnten sich für das olympische Fußballturnier qualifizieren.
Die zwei Mannschaften des nord- und mittelamerikanischen Verbands CONCACAF wurden 2012 in Kanada zwischen acht Mannschaften ausgespielt. Zu den drei vorqualifizierten Mannschaften aus Kanada, Mexiko und den Vereinigten Staaten kamen noch drei Mannschaften aus der Karibik und zwei aus Zentralamerika. Bei Turnieren in der Dominikanischen Republik und Aruba vom 29. Juni bis 9. Juli 2011 qualifizierten sich die Dominikanische Republik, Haiti und Kuba für das Finalturnier. Die zentralamerikanischen Teilnehmer des Finalturniers wurden bei einem Turnier vom 30. September bis 8. Oktober 2011 in Guatemala-Stadt ermittelt. Costa Rica und Guatemala setzten sich dabei durch. Das Finalturnier fand vom 19. bis 29. Januar 2012 in Vancouver statt. Bei dem Turnier qualifizierten sich Rekordolympiasieger USA und Gastgeber Kanada für London.
Aus dem europäischen Verband UEFA qualifizierten sich die zwei besten europäischen Mannschaften der Fußball-Weltmeisterschaft 2011 vom 26. Juni bis 17. Juli 2011 in Deutschland. Hierbei erreichten nur zwei europäische Mannschaften das Halbfinale, Schweden und Frankreich, und qualifizierten sich dadurch. Die deutsche Mannschaft, die in der Vorrunde Frankreich klar geschlagen hatte, war im Viertelfinale unglücklich gegen den späteren Weltmeister Japan ausgeschieden. Zudem war Großbritannien als Gastgeber automatisch qualifiziert. Eine aus englischen und schottischen Spielerinnen bestehende und von der damaligen englischen Nationaltrainerin Hope Powell trainierte Mannschaft nahm als Team GB teil.
Der eine Startplatz des ozeanischen Verbandes OFC wurde im Frühjahr 2012 ausgespielt. Zunächst traten in Tonga im März die Teams aus Papua-Neuguinea, Samoa, Tonga und Vanuatu in einem Turnier „Jeder-gegen-Jeden“ gegeneinander an. Die beiden besten Mannschaften spielten dann den Teilnehmer aus, der Ende März/Anfang April gegen Neuseeland in Hin- und Rückspiel um den Startplatz in London spielte. Papua-Neuguinea setzte sich gegen Gastgeber Tonga durch und erreichte die Playoff-Spiele gegen Neuseeland. Diese gewann Neuseeland mit 8:0 und 7:0 und qualifizierte sich als letzte Mannschaft für das olympische Frauenturnier.
Bei der Fußball-Südamerikameisterschaft der Frauen 2010 vom 4. bis 21. November 2010 in Ecuador wurden die zwei Startplätze des südamerikanischen Verbandes CONMEBOL ausgespielt. In der Finalrunde setzten sich Brasilien und Kolumbien durch und qualifizierten sich als erste Mannschaften für das olympische Turnier.
Für das olympische Fußballturnier der Frauen konnten sich somit folgende Mannschaften qualifizieren:
| 3 aus Europa                  | Großbritannien (Gastgeber) | Frankreich         | Schweden |
| 2 aus Südamerika              | Brasilien                  | Kolumbien          |          |
| 2 aus Nord- und Mittelamerika | Kanada                     | Vereinigte Staaten |          |
| 2 aus Afrika                  | Kamerun                    | Südafrika          |          |
| 2 aus Asien                   | Japan                      | Nordkorea          |          |
| 1 aus Ozeanien                | Neuseeland                 |                    |          |

### Gruppenphase
Die Auslosung der Gruppen fand am 24. April 2012 statt. Die qualifizierten Mannschaften wurden auf je vier Lostöpfe verteilt. Zudem wurden Gastgeber Großbritannien, Weltmeister Japan und Titelverteidiger USA als Gruppenkopf der Gruppen E bis G gesetzt.
Lostöpfe des Frauenturniers:
Topf 1: Großbritannien (E1), Frankreich und Schweden
Topf 2: Kamerun, Südafrika, Kolumbien
Topf 3: Japan (F1), Nordkorea, Neuseeland
Topf 4: USA (G1), Kanada, Brasilien
Die Spiele des Frauenturniers begannen zwei Tage vor der eigentlichen Eröffnung der Olympischen Spiele. Die ersten beiden Spieltage jeder Gruppe wurden als Doppelveranstaltungen durchgeführt. Der dritte Spieltag fand jeweils parallel in verschiedenen Stadien statt. Für das Viertelfinale qualifizierten sich die drei Gruppensieger und -zweiten sowie die zwei besten Gruppendritten.

#### Gruppe E
|                                        |   |            |           |
| 25. Juli 2012 um 16:00 Uhr in Cardiff  |   |            |           |
| Großbritannien                         | – | Neuseeland | 1:0 (0:0) |
| 25. Juli 2012 um 18:45 Uhr in Cardiff  |   |            |           |
| Kamerun                                | – | Brasilien  | 0:5 (0:2) |
| 28. Juli 2012 um 14:30 Uhr in Cardiff  |   |            |           |
| Neuseeland                             | – | Brasilien  | 0:1 (0:0) |
| 28. Juli 2012 um 17:15 Uhr in Cardiff  |   |            |           |
| Großbritannien                         | – | Kamerun    | 3:0 (2:0) |
| 31. Juli 2012 um 19:45 Uhr in Coventry |   |            |           |
| Neuseeland                             | – | Kamerun    | 3:1 (1:0) |
| 31. Juli 2012 um 19:45 Uhr in London   |   |            |           |
| Großbritannien                         | – | Brasilien  | 1:0 (1:0) |

| Pl. | Land           | Sp. | S | U | N | Tore    | Diff. | Punkte |
| --- | -------------- | --- | - | - | - | ------- | ----- | ------ |
| 1.  | Großbritannien | 3   | 3 | 0 | 0 | 005:000 | +5    | 09     |
| 2.  | Brasilien      | 3   | 2 | 0 | 1 | 006:100 | +5    | 06     |
| 3.  | Neuseeland     | 3   | 1 | 0 | 2 | 003:300 | ±0    | 03     |
| 4.  | Kamerun        | 3   | 0 | 0 | 3 | 001:110 | −10   | 0      |

#### Gruppe F
|                                         |   |           |           |
| 25. Juli 2012 um 17:00 Uhr in Coventry  |   |           |           |
| Japan                                   | – | Kanada    | 2:1 (2:0) |
| 25. Juli 2012 um 19:45 Uhr in Coventry  |   |           |           |
| Schweden                                | – | Südafrika | 4:1 (3:0) |
| 28. Juli 2012 um 12:00 Uhr in Coventry  |   |           |           |
| Japan                                   | – | Schweden  | 0:0       |
| 28. Juli 2012 um 14:45 Uhr in Coventry  |   |           |           |
| Kanada                                  | – | Südafrika | 3:0 (1:0) |
| 31. Juli 2012 um 14:30 Uhr in London    |   |           |           |
| Japan                                   | – | Südafrika | 0:0       |
| 31. Juli 2012 um 14:30 Uhr in Newcastle |   |           |           |
| Kanada                                  | – | Schweden  | 2:2 (1:2) |

| Pl. | Land      | Sp. | S | U | N | Tore    | Diff. | Punkte |
| --- | --------- | --- | - | - | - | ------- | ----- | ------ |
| 1.  | Schweden  | 3   | 1 | 2 | 0 | 006:300 | +3    | 05     |
| 2.  | Japan     | 3   | 1 | 2 | 0 | 002:100 | +1    | 05     |
| 3.  | Kanada    | 3   | 1 | 1 | 1 | 006:400 | +2    | 04     |
| 4.  | Südafrika | 3   | 0 | 1 | 2 | 001:700 | −6    | 01     |

#### Gruppe G
|                                          |   |            |           |
| 25. Juli 2012 um 17:00 Uhr in Glasgow    |   |            |           |
| Vereinigte Staaten                       | – | Frankreich | 4:2 (2:2) |
| 25. Juli 2012 um 20:50 Uhr in Glasgow    |   |            |           |
| Kolumbien                                | – | Nordkorea  | 0:2 (0:1) |
| 28. Juli 2012 um 17:00 Uhr in Glasgow    |   |            |           |
| Vereinigte Staaten                       | – | Kolumbien  | 3:0 (1:0) |
| 28. Juli 2012 um 19:45 Uhr in Glasgow    |   |            |           |
| Frankreich                               | – | Nordkorea  | 5:0 (1:0) |
| 31. Juli 2012 um 17:15 Uhr in Manchester |   |            |           |
| Vereinigte Staaten                       | – | Nordkorea  | 1:0 (1:0) |
| 31. Juli 2012 um 17:15 Uhr in Newcastle  |   |            |           |
| Frankreich                               | – | Kolumbien  | 1:0 (1:0) |

| Pl. | Land               | Sp. | S | U | N | Tore    | Diff. | Punkte |
| --- | ------------------ | --- | - | - | - | ------- | ----- | ------ |
| 1.  | Vereinigte Staaten | 3   | 3 | 0 | 0 | 008:200 | +6    | 09     |
| 2.  | Frankreich         | 3   | 2 | 0 | 1 | 008:400 | +4    | 06     |
| 3.  | Nordkorea          | 3   | 1 | 0 | 2 | 002:600 | −4    | 03     |
| 4.  | Kolumbien          | 3   | 0 | 0 | 3 | 000:600 | −6    | 0      |

### Viertelfinale
|                                          |   |            |           |
| 3. August 2012 um 12:00 Uhr in Glasgow   |   |            |           |
| Schweden                                 | – | Frankreich | 1:2 (1:2) |
| 3. August 2012 um 14:30 Uhr in Newcastle |   |            |           |
| Vereinigte Staaten                       | – | Neuseeland | 2:0 (1:0) |
| 3. August 2012 um 17:00 Uhr in Cardiff   |   |            |           |
| Brasilien                                | – | Japan      | 0:2 (0:1) |
| 3. August 2012 um 19:30 Uhr in Coventry  |   |            |           |
| Großbritannien                           | – | Kanada     | 0:2 (0:2) |

### Halbfinale
|                                           |   |                    |                      |
| 6. August 2012 um 17:00 Uhr in London     |   |                    |                      |
| Frankreich                                | – | Japan              | 1:2 (0:1)            |
| 6. August 2012 um 19:45 Uhr in Manchester |   |                    |                      |
| Kanada                                    | – | Vereinigte Staaten | 3:4 n. V. (3:3, 1:0) |

### Spiel um Bronze
|                                         |   |            |           |
| 9. August 2012 um 13:00 Uhr in Coventry |   |            |           |
| Kanada                                  | – | Frankreich | 1:0 (0:0) |

### Finale
| Vereinigten Staaten                                      | Vereinigten Staaten | Japan | Japan |
| -------------------------------------------------------- | --- | --- | ----- |
| Vereinigten Staaten                                      | \| 9. August 2012 um 19:45 Uhr in London, (Wembley-Stadion) \| \| Ergebnis: 2:1 (1:0) \| \| Zuschauer: 80.203 * \| \| Schiedsrichterin: Bibiana Steinhaus ( Deutschland) \|                                                                        | \| 9. August 2012 um 19:45 Uhr in London, (Wembley-Stadion) \| \| Ergebnis: 2:1 (1:0) \| \| Zuschauer: 80.203 * \| \| Schiedsrichterin: Bibiana Steinhaus ( Deutschland) \|                                                                                | Japan |
| Vereinigten Staaten                                      | Hope Solo – Christie Rampone , Rachel Buehler (80. Becky Sauerbrunn), Kelley O’Hara, Amy LePeilbet – Carli Lloyd, Shannon Boxx, Megan Rapinoe (57. Lauren Cheney), Tobin Heath – Abby Wambach, Alex Morgan Cheftrainerin: Pia Sundhage ( Schweden) | Miho Fukumoto – Yukari Kinga, Azusa Iwashimizu, Saki Kumagai, Aya Sameshima (77. Mana Iwabuchi) – Aya Miyama , Mizuho Sakaguchi (59. Asuna Tanaka), Nahomi Kawasumi, Homare Sawa – Shinobu Ōno (86. Karina Maruyama), Yūki Ōgimi Cheftrainer: Norio Sasaki | Japan |
| Vereinigten Staaten                                      | 1:0 Carli Lloyd (7.) 2:0 Carli Lloyd (53.) | 2:1 Yūki Ōgimi (62.) | Japan |
| Vereinigten Staaten                                      | Abby Wambach (90.) | | Japan |
| 9. August 2012 um 19:45 Uhr in London, (Wembley-Stadion) | | |       |
| Ergebnis: 2:1 (1:0)                                      | | |       |
| Zuschauer: 80.203 *                                      | | |       |
| Schiedsrichterin: Bibiana Steinhaus ( Deutschland)       | | |       |

* Die Zuschauerzahl von 80.203 im Finale bedeutete olympischen und europäischen Rekord für ein Frauenländerspiel. Der bisherige Europarekord von 73.680 Zuschauern wurde beim Eröffnungsspiel der WM 2011 in Berlin erreicht. Nur das WM-Finale 1999 zwischen den USA und China sahen mit 90.185 mehr Zuschauer.

### Medaillenränge
| Rang                    | Medaillengewinnerinnen |
| ----------------------- | --- |
| Gold Vereinigte Staaten | Nicole Barnhart (TW), Shannon Boxx, Rachel Buehler, Lauren Cheney, Tobin Heath, Amy LePeilbet, Sydney Leroux, Carli Lloyd, Heather Mitts, Alex Morgan, Kelley O’Hara, Heather O’Reilly, Christie Rampone , Megan Rapinoe, Amy Rodriguez, Becky Sauerbrunn, Hope Solo (TW), Abby Wambach Trainerin: Pia Sundhage ( Schweden)                     |
| Silber Japan            | Kozue Andō, Miho Fukumoto (TW), Mana Iwabuchi, Azusa Iwashimizu, Ayumi Kaihori (TW), Nahomi Kawasumi, Yukari Kinga, Saki Kumagai, Karina Maruyama, Aya Miyama , Yūki Ōgimi, Shinobu Ōno, Mizuho Sakaguchi, Aya Sameshima, Homare Sawa, Megumi Takase, Asuna Tanaka, Kyōko Yano Trainer: Norio Sasaki                                            |
| Bronze Kanada           | Candace Chapman, Jonelle Filigno, Robyn Gayle, Kaylyn Kyle, Karina LeBlanc (TW), Diana Matheson, Erin McLeod (TW), Carmelina Moscato, Marie-Ève Nault, Kelly Parker, Desiree Scott, Sophie Schmidt, Lauren Sesselmann, Christine Sinclair , Chelsea Stewart, Melissa Tancredi, Brittany Timko, Rhian Wilkinson Trainer: John Herdman ( England) |

Kursiv: Nicht eingesetzt.

### Schiedsrichterinnen
| Kontinentalverband | Schiedsrichterinnen | Schiedsrichterassistentinnen                            |
| ------------------ | ------------------- | ------------------------------------------------------- |
| AFC                | Sachiko Yamagishi   | - Saori Takahashi - Widiya Shamsuri                     |
| AFC                | Hong Eun-ah         | - Kim Kyoung-min - Sarah Ho                             |
| CAF                | Thérèse Neguel      | - Tempa Ndah - Lidwine Rakotozafinoro                   |
| CONCACAF           | Quetzalli Alvarado  | - Mayte Chávez - Shirley Perelló                        |
| CONCACAF           | Carol Chénard       | - Marie-Josée Charbonneau - Stacy-Ann Greyson           |
| CONCACAF           | Kari Seitz          | - Marlene Duffy - Veronica Perez                        |
| CONMEBOL           | Salomé di Iorio     | - María Rocco - Mariana Corbo                           |
| UEFA               | Bibiana Steinhaus   | - Katrin Rafalski - Marina Wozniak                      |
| UEFA               | Kirsi Heikkinen     | - Anu Jokela - Tonja Paavola                            |
| UEFA               | Efthalia Mitsi      | - Yolanda Parga Rodríguez - María Luisa Villa Gutiérrez |
| UEFA               | Christina Pedersen  | - Hege Lanes Steinlund - Lada Rojc                      |
| UEFA               | Jenny Palmqvist     | - Helen Karo - Anna Nyström                             |

### Torschützinnenliste
| Rang | Spielerin          | Tore |
| ---- | ------------------ | ---- |
| 1    | Christine Sinclair | 6    |
| 2    | Abby Wambach       | 5    |
| 3    | Melissa Tancredi   | 4    |
|      | Carli Lloyd        | 4    |
| 5    | Alex Morgan        | 3    |
|      | Megan Rapinoe      | 3    |
|      | Steph Houghton     | 3    |
|      | Yūki Ōgimi         | 3    |
| 9    | Élodie Thomis      | 2    |
|      | Cristiane          | 2    |
|      | Kim Song-hui       | 2    |
|      | Nilla Fischer      | 2    |
|      | Lotta Schelin      | 2    |
|      | Marta              | 2    |
|      | Laura Georges      | 2    |
|      | Marie-Laure Delie  | 2    |
|      | Wendie Renard      | 2    |
| 18   | Marie Hammarström  | 1    |
|      | Shinobu Ōno        | 1    |

| Rang | Spielerin         | Tore |
| ---- | ----------------- | ---- |
| 18   | Sofia Jakobsson   | 1    |
|      | Francielle        | 1    |
|      | Aya Miyama        | 1    |
|      | Diana Matheson    | 1    |
|      | Camille Catala    | 1    |
|      | Sydney Leroux     | 1    |
|      | Eugénie Le Sommer | 1    |
|      | Portia Modise     | 1    |
|      | Gabrielle Onguéné | 1    |
|      | Jonelle Filigno   | 1    |
|      | Lisa Dahlkvist    | 1    |
|      | Sarah Gregorius   | 1    |
|      | Casey Stoney      | 1    |
|      | Jill Scott        | 1    |
|      | Rebecca Smith     | 1    |
|      | Renata Costa      | 1    |
|      | Mizuho Sakaguchi  | 1    |
|      | Nahomi Kawasumi   | 1    |
|      | Gaëtane Thiney    | 1    |

Anmerkung: Sortierung bei gleicher Torzahl gemäß Anzahl Torvorlagen, bzw. gespielter Zeit.

### Trivia
- Die brasilianische Spielerin Formiga ist die einzige Teilnehmerin, die seit 1996 an allen bisher ausgetragenen olympischen Fußballturnieren der Frauen teilgenommen hat. Sie hat zudem die meisten Spiele (24) bestritten.[32]
- Die brasilianische Spielerin Cristiane erzielte mit dem 4:0 zum 5:0-Sieg im ersten Spiel gegen Kamerun ihr 11. Tor bei Olympischen Spielen und wurde damit alleinige Rekordhalterin (zuvor zusammen mit Birgit Prinz). Im Spiel gegen Neuseeland verbesserte sie den Rekord auf zwölf Tore.
- Beim Spiel Kolumbien gegen Nordkorea wurde versehentlich bei der Mannschaftsvorstellung auf der Videowand die südkoreanische Flagge gezeigt, woraufhin die nordkoreanischen Spielerinnen den Platz verließen. Erst nach einer Entschuldigung der Olympia-Organisatoren konnte das Spiel mit einer einstündigen Verspätung beginnen.[33]
- Das 0:5 gegen Frankreich ist die höchste Niederlage in der Länderspielgeschichte Nordkoreas.
- Die USA haben mit ihren drei Siegen in der Vorrunde sowie den drei Siegen in der K.-o.-Runde den bisherigen Rekord von Norwegen mit sechs Siegen in Folge zwischen 2000 und 2008 auf elf Siege in Folge seit 2008 ausgedehnt. Die letzte Niederlage der USA fand am 6. August 2008 gegen Norwegen statt.
- Mit 70.584 Zuschauern wurde beim Spiel Großbritannien gegen Brasilien die höchste Zuschauerzahl bei einem Spiel einer britischen Frauenmannschaft erreicht. Die alte Bestmarke wurde am 26. Dezember 1920 aufgestellt, als 53.000 Anhänger in den Liverpooler Goodison Park kamen, um ein Spiel zwischen Dick, Kerr Ladies und St. Helen's zu sehen.[34]
- Durch den Sieg der USA im Viertelfinale ist Pia Sundhage mit neun Siegen – der von ihr betreuten Mannschaft – die Trainerin mit den meisten Siegen. Den Rekord hielt zuvor April Heinrichs mit acht Siegen (ebenfalls USA zwischen 2000 und 2004).[35] Durch den Sieg im Finale wurde der Rekord auf elf Spiele gesteigert.
- Erstmals standen sich im Finale die Finalisten der letzten Weltmeisterschaft gegenüber, aber erneut konnte der Weltmeister nicht die Goldmedaille gewinnen.
- Christie Rampone ist die erste Spielerin, die in vier olympischen Finalspielen stand und zusammen mit Shannon Boxx und Heather O’Reilly (2012 ohne Finaleinsatz) die erste Spielerin, die dreimal die Goldmedaille gewann. Zudem gewann Rampone in Sydney die Silbermedaille.
- Bibiana Steinhaus ist die erste Schiedsrichterin, die sowohl ein WM-Finale als auch das Finale bei den Olympischen Spielen leitete. Bei den Männern gelang das zuvor William Ling (1948 und 1954) und Pierluigi Collina (1996 und 2002) in umgekehrter Reihenfolge und mit größerem Zeitabstand.
- Mit Christine Sinclair wurde erstmals eine Spielerin mit mehr als fünf Toren Torschützenkönigin.
- Die USA stellten mit 16 Toren einen neuen Rekord für das Frauenturnier auf. Den bisherigen Rekord von 15 Toren hatte Brasilien 2004 aufgestellt.